# Седьмая пуля
«Седьма́я пу́ля» — советский художественный фильм в жанре истерн, снятый режиссёром Али Хамраевым в 1972 году на киностудии Узбекфильм.
Фильм снят в городе Исфара Таджикской ССР в жанре классического советского истерна на историко-революционную тему о борьбе за Советскую власть в Средней Азии.

## Сюжет
Всадник в белой форме красного командира приезжает в кишлак, в котором наблюдаются следы разгрома. Испуганный бородач кидает гранату с криком «живым не сдамся!». Командир узнает в бородаче Хашимова и просит доложить обстановку. Пока командир был в райцентре, в отряде случился мятеж, из-за того что комиссар Петр Иванович запретил бойцу Умару совершить молитву. Бунтовщики примкнули к банде Хайруллы (теперь там 200 сабель). Хашимов доставляет пленного, который демонстрирует презрение к смерти, однако командир дает тому заряженный пистолет и отпускает пленника. Затем к командиру приходит женщина в парандже, которая просит убить Хайруллу, отвезти его голову к начальнику в Ташкент и жениться на ней. Командир ей не верит, но полагает, что она может вывести его к Хайрулле.
Командир хочет вернуть свой «мусульманский красный отряд», который нужнее «русского полка». Он заряжает свой наган шестью патронами, а седьмой прячет под фуражку, предназначив эту пулю «для Хайруллы». Начальником милиции назначается красноармеец Хашимов.
Командир встречает отряд всадников в чалмах и представляется Максумовым. Одного из всадников по имени Гулям он называет «банщиком из Бухары». Они узнают Максумова, но сомневаются, что тот мог победить Хайруллу в честном бою, так как тот использовал в бою пулемет. Джигиты связывают Максумова и везут к Хайрулле, который обещал деньги за голову своего старого врага.
В пути они встречают пастуха Исмаила, который придерживается нейтралитета. Он узнает коня Максумова и ошибочно полагает, что именно тот убил его брата — «лучшего джигита на вилайете». Исмаил пытается убить Максумова, руководствуясь принципом кровной мести, однако люди Хайруллы избивают Исмаила.
При проезде через кишлак джигиты Исмаила устраивают засаду на воинов Хайруллы и практически его уничтожают. Максумов попадает в очередной плен, но мать Исмаила не признает в нем убийцы своего сына. Исмаил и Максумов становятся друзьями. К красному командиру приезжает Хашимов и заявляет, что Учкурган занят Хайруллой. Максумов приходит в логово Хайруллы и привозит ему Айгуль. В качестве вознаграждения командир желает увидеть свой отряд бывшей «красной милиции» и сурово отчитывает их за трусость и неповиновение. Максумов взывает к чувству мести и оправдывает советскую власть. Он выясняет кто убил комиссара и лично убивает его. Хайрулла останавливает самосуд над Максумовым и желает судить его. Ночью старшая жена Хайруллы («мудрая как мулла») обращает внимание на старость своего мужа и неверность его отряда. Она предлагает убежать ему в Кашгарию.
Джигиты Исмаила, используя метательные ножи, нападают на отряд Хайруллы и с первых же минут захватывают пулемет. Видя деморализацию своих людей, Хайрулла пытается бежать за границу. Одному из нападающих он заявляет о своём английском подданстве. Убегающего Хайруллу Максумов сражает на пограничной реке той самой последней, седьмой пулей. В финальной сцене Максумов скачет верхом во главе отряда с красным флагом.

## В ролях
- Суйменкул Чокморов — Максумов, командир отряда милиции
- Дилором Камбарова — Айгуль
- Хамза Умаров — Хайрулла, главарь басмачей
- Нурмухан Жантурин — Курбаши
- Талгат Нигматуллин — Исмаил, пастух
- Болот Бейшеналиев — дезертир
- Мелис Абзалов — басмач, подручный Хайруллы
- Бахтиёр Ихтияров — Сагдулла, боец-дезертир из отряда Максумова
- Анвара Алимова — мать Исмаила
- Иногам Адылов — подручный Исмаила
- Раджаб Адашев — боец-дезертир из отряда Максумова
- Азат Шарипов — эпизод
- Джавлон Хамраев — Шухрат, боец-дезертир из отряда Максумова
- Хикмат Гулямов — эпизод
- Умид Абдуллаев — эпизод 
а также жители села Навгилем Исфаринского района Таджикистана